# Kurt Kräcker
Hermann Kurt Kräcker (* 13. Mai 1916 in Borna; † 24. Dezember 1966 in Wesel) war ein deutscher Kommunalpolitiker. Von 1956 bis zu seinem Tod war er Bürgermeister von Wesel.

## Werdegang
In seiner Heimatstadt Borna absolvierte Kräcker eine Drechslerlehre und machte anschließend in Neinstedt im Harz eine Ausbildung zum evangelischen Diakon. Als solcher arbeitete er in der Pflege von Menschen mit Behinderung. Im Zweiten Weltkrieg war er Soldat und kam in Kriegsgefangenschaft. Nach seiner Entlassung zog er nach Mönchengladbach, wo er bereits im Jahr 1942 seine Frau geheiratet hatte.
Kräcker war seit 1946 Mitglied der Gewerkschaft Öffentliche Dienste, Transport und Verkehr und wurde 1948 Gewerkschaftssekretär für den Kreis Rees und den Kreis Dinslaken mit Dienststelle in Wesel. Im Jahr 1952 zog er für die SPD in den Weseler Stadtrat und in den Kreistag des Kreises Rees ein und gehörte beiden Gremien bis zu seinem Tod im Dezember 1966 an. Am 12. November 1956 wurde er zum Bürgermeister der Stadt Wesel gewählt. Zur damaligen Zeit hatte der Bürgermeister überwiegend eine repräsentative Funktion und bildete eine Doppelspitze mit dem Stadtdirektor, welcher die kommunale Verwaltung leitete. Während Kräckers gesamter Amtszeit besetzte Karl-Heinz Reuber das Amt des Stadtdirektors. Er übernahm mehrere weitere Ämter, unter anderem bei der Verbands-Sparkasse Wesel und beim Weseler Bauverein.
Im Jahr 1961 wurde er auch stellvertretender Landrat des Kreises Rees. Dem Landrat kamen damals ebenfalls nur repräsentative Aufgaben zu. Hinsichtlich seiner Amtsführung als Bürgermeister galt Kräcker als engagiert und volksnah. Am 22. Dezember 1966 wurde er bei einem Straßenverkehrsunfall auf der Bundesstraße 8 bei Bergerfurth zwischen Wesel und Rees schwer verletzt. Zwei Tage später starb er im evangelischen Krankenhaus Wesel an den Folgen des Unfalls. Im Mai 1967 wurde ein neu geschaffene Unterführung unter den Bahnanlagen nahe dem Weseler Bahnhof eingeweiht. Das dort geschaffene Straßenstück und dessen Weiterführung in den Ortsteil Fusternberg hinein (ehemals Bleicherstraße) erhielten dem verstorbenen Bürgermeister zu Ehren den Namen Kurt-Kräcker-Straße.